# Klacken, Dalarna
Klacken är en sjö i Älvdalens kommun i Dalarna och ingår i Dalälvens huvudavrinningsområde. Sjön har en area på 0,502 kvadratkilometer och ligger 776,2 meter över havet. Sjön avvattnas av vattendraget Storån. Vid provfiske har bland annat abborre, elritsa, gädda och lake fångats i sjön.

## Delavrinningsområde
Klacken ingår i det delavrinningsområde (690556-131915) som SMHI kallar för Utloppet av Klacken. Medelhöjden är 881 meter över havet och ytan är 12,76 kvadratkilometer. Räknas de 9 avrinningsområdena uppströms in blir den ackumulerade arean 53,11 kvadratkilometer. Storån som avvattnar avrinningsområdet har biflödesordning 2, vilket innebär att vattnet flödar genom totalt 2 vattendrag innan det når havet efter 525 kilometer. Avrinningsområdet består mestadels av skog (31 procent) och kalfjäll (65 procent). Avrinningsområdet har 0,5 kvadratkilometer vattenytor vilket ger det en sjöprocent på 3,9 procent.

## Fisk
Vid provfiske har följande fisk fångats i sjön:
- Abborre
- Elritsa
- Gädda
- Lake
- Röding
- Öring